# Elecciones generales del Imperio otomano de 1914
Las elecciones generales se llevaron a cabo en el Imperio otomano en 1914. El Comité Unión y Progreso (los Jóvenes Turcos, o abreviado CUP) fue el único partido que se presentó a las mismas. La elegida Cámara de Diputados, compuesta únicamente por sus miembros, se reunió por primera vez en mayo.

## Antecedentes
Debido a los fracasos militares en la Primera Guerra de los Balcanes, el Gran visir del Imperio otomano Kâmil Pasha fue depuesto por un golpe palaciego liderado por el CUP en enero de 1913. Pasha era hostil a los Jóvenes Turcos y quería usar su puesto como Gran Visir para destruir al partido.
Después de derrocar a Pasha, el CUP mantuvo al gabinete ministerial bajo su control. El siguiente Gran Visir, Mahmud Pasha §evket fue asesinado y el CUP utilizó esta excusa para aplastar al único partido opositor, la Entente Liberal, que había participado en el asesinato. La Entente también se debilitó debido a que las pérdidas territoriales del Imperio se tradujeron en un descenso de la población cristiana, en la que se basaba su fuerza electoral. El apoyo árabe a la Entente también disminuyó por las concesiones hechas por parte del CUP.

## Realización
El fraude electoral y la coacción provocaron protestas en varias partes del Imperio. En Hama, 27 de los 48 electores secundarios firmaron una petición relativa a la elección de Homs. Cuando Hama debió votar, dos tercios de los votantes se negaron a informar al centro de votación en protesta por la conducta de la elección Homs. Boicots similares ocurrieron en Acre, debido a diversas irregularidades.